# Duster (groupe)
Pour les articles homonymes, voir Duster.
Duster est un groupe américain de rock indépendant, originaire de San José, en Californie. Formé en 1996, le groupe est principalement composé de Clay Parton et Canaan Dove Amber, tous deux multi-instrumentistes, ainsi que du batteur Jason Albertini jusqu'à son départ en 2022.
Reconnu pour son style lo-fi, Duster mélange des sonorités atmosphériques, des mélodies minimalistes et une approche introspective associées aux genres comme le slowcore et le shoegaze. Au cours des années 2020, Duster connait une notoriété plus large, en grande partie grâce à TikTok, où leur musique trouve un écho particulier auprès de la génération Z.

## Histoire

### Formation et débuts (1996–1997)
Le groupe se forme en 1996 à San José, en Californie, de l'association de Clay Parton et Canaan Dove Amber, ex-membres du groupe Mohinder (en). Les deux multi-instrumentistes ont une passion commune pour le thème de l'espace et les classiques du slowcore et du post-hardcore tels que Slint et Bedhead. Pour composer, ils utilisent du matériel analogique bon marché, qu'ils accumulent dans leur home studio nomade qu'ils appellent le Low Earth Orbit.
Leurs premières parutions sont les cassettes en auto-édition Christmas Dust en 1995, et On the Dodge l'année suivante. Duster signe ensuite avec le label de Seattle Up Records qui compte dans ses rangs des groupes tels que Modest Mouse, Built to Spill et Quasi. En 1997, le groupe publie son premier EP officiel, nommé Transmission, Flux.
Le groupe expérimente également sous le nom de Valium Aggelein, sortant deux cassettes : Dweller on the Threshold en 1997 et Hier kommt der schwartze Mond en 1998.

### StratosphereetContemporary Movement(1998–2000)
Le 1er janvier 1998, le groupe publie le single Apex, Trance-Like, via Skylab Operations, puis son premier album, Stratosphere, le 24 février. Le magazine Pitchfork lui attribue la note de 8,6⁄10, et établit des comparaisons avec Galaxie 500 « en plus sale, et avec un sens de la mélodie moins prononcé », et My Bloody Valentine « qui émettrait depuis un satellite ». Produit par Phil Ek, l'album introduit le batteur Jason Albertini sur une poignée de chansons. Ce dernier intègre ensuite le noyau créatif de Duster sur l'EP 1975 qui parait en 1999.
Le trio sort un deuxième album, Contemporary Movement le 22 août 2000, avant de retirer le nom de Duster en 2001 faute d'avoir trouvé son public.

### Post-séparation (2001–2017)
Amber et Albertini déménagent ensuite à Seattle, où ils fondent le groupe Helvetia (en). Parton lance un projet solo appelé Eiafuawn, et le label The Static Cult pour sortir les œuvres des deux groupes. Les trois musiciens se réunissent lors du dixième anniversaire d'Up Records en 2004. Albertini intègre par la suite Built to Spill en tant que bassiste, de 2012 à 2018.
Entre-temps, la réputation de Duster commence à grandir, lorsque de plus en plus de jeunes musiciens découvrent les disques du groupe grâce aux réseaux sociaux et aux services de streaming. Alors que la demande pour leurs albums épuisés monte en flèche, le label The Numero Group (en) contacte le groupe en vue de leur réédition. Le coffret anthologique Capsule Losing Contact est ainsi publié en mars 2019. Il rassemble leurs deux albums, l'EP 1975, des singles, des chansons de compilations et des inédits. Le coffret se vend rapidement et l'influence de Duster s'étend à une nouvelle génération d'artistes comme Snail Mail, Alex G et Girlpool. Le trio décide à ce moment de reformer Duster en vue de nouveaux enregistrements.

### Retour et nouveaux albums (depuis 2018)
Fin 2018, ils donnent des concerts de retrouvailles à Brooklyn. Leur troisième album, l'homonyme Duster est publié par Muddguts Records fin 2019. L'année suivante, The Numero Group édite Black Moon qui compile les enregistrements que le groupe avait réalisés sous le nom de Valium Aggelein juste avant la sortie de Stratosphere en 1998.
Le groupe donne ensuite peu de signes d'activité jusqu'à la sortie surprise de leur quatrième album, Together, en avril 2022. En octobre 2023, le groupe reçoit un disque d’or aux États-Unis pour sa chanson Inside Out, initialement sortie en 1998 et totalisant notamment 239 millions d'écoutes sur la plateforme Spotify,. En mai 2024, le groupe se produit en tête d'affiche du festival Primavera de Barcelone. Leur cinquième album nommé In Dreams parait en août 2024.

## Style musical
Duster a marqué la scène musicale par son style lo-fi mélancolique, invitant à l'introspection. Souvent associé à des genres tels que le slowcore – un courant caractérisé par des rythmes délibérément lents, popularisé par des groupes comme Codeine, Low et Bedhead –, le space rock, et le sadcore, Duster a également été décrit par son multi-instrumentiste Clay Parton comme pratiquant une forme de « musique expérimentale dépressive »,.
Le groupe cultive une aura de mystère, évitant la presse et refusant de contextualiser leur musique à travers des récits biographiques. Cette approche renforce leur statut culte au sein d'une audience dédiée. Grâce à la popularité croissante de leur musique sur TikTok, Duster a acquis une notoriété accrue, dépassant le cercle restreint dans lequel le groupe évoluait auparavant,. Portée par le renouveau des sonorités des années 1990 et du shoegaze, leur œuvre rencontre une résonance particulière auprès de la génération Z, en raison de son caractère introspectif et mélancolique,.

## Membres

### Membres actuels
- Canaan Dove Amber - instruments, production (1996–2000, depuis 2018)
- Clay Parton - instruments, production (1996–2000, depuis 2018)

### Ancien membre
- Jason Albertini - batterie, production (1998–2000, 2018–2022)

## Discographie

### Albums studio
- 1998 : Stratosphere
- 2000 : Contemporary Movement
- 2019 : Duster
- 2022 : Together
- 2024 : In Dreams

### EP et singles notables
- 1997 : Transmission, Flux
- 1998 : Apex, Trance-Like
- 1999 : 1975

### Compilations
- 2019 : Capsule Losing Contact (coffret anthologique)
- 2023 : Moods, Modes
- 2023 : Remote Echoes

### Valium Aggelein
- 1997 : Dweller on the Threshold
- 1998 : Hier kommt der schwartze Mond
- 2020 : Black Moon (compilation anthologique)